# 박시춘
박시춘(朴是春, 1913년 10월 28일 ~ 1996년 6월 30일)은 대한민국의 대중음악 작곡가 겸 기타 연주자이고 트럼펫 연주자, 바이올린 연주자, 색소폰 연주자, 영화배우, 영화감독, 영화제작자, 영화연출가, 영화 음악감독으로도 활동한 바 있는 인물이다.

## 이력
- 1929년 트럼페터 데뷔.
- 1929년 트럼펫 연주곡 《몬테 카를로의 갓난이》를 작곡하여 작곡가 데뷔.
- 1930년 바이올리니스트 데뷔.
- 1931년 색소포니스트 데뷔.
- 1932년 기타리스트 데뷔.
- 1958년 대한민국 영화 《삼등호텔》로 영화감독 데뷔.

## 소속
- 前 한국음악저작권협회 명예회장

## 생애
경상남도 밀양 출생이며 본명은 박순동(朴順東)이다. 부친이 기생 양성소인 권번을 운영한 영향으로 어릴 때부터 음악을 가까이 하며 지냈다. 유랑극단에서 악기를 연주하다가 시에론레코드의 이서구, 박영호를 만나 작곡가로 입문했다.
데뷔작은 〈몬테칼로의 갓난이〉, 〈어둠에 피는 꽃〉이다. 1935년 〈희망의 노래〉에 이어 〈항구의 선술집〉, 〈물방아 사랑〉을 발표하며 인기 작곡가가 되었다. 특히 1938년 남인수가 불러 큰 반향을 얻은 〈애수의 소야곡〉으로 두 사람은 절정의 인기를 누렸다. 박시춘은 양복 차림에 나비 넥타이를 매고 기타를 연주하고, 남인수는 애절한 곡조의 노래를 부르는 모습으로 상징되는 〈애수의 소야곡〉은 서민의 애환을 잘 표현한 일제 강점기의 대표적인 노래로 자리잡았다.
이후 〈고향초〉, 〈가거라 삼팔선〉, 〈신라의 달밤〉, 〈비 내리는 고모령〉, 〈낭랑 십팔세〉, 신세영이 부른 〈전선야곡〉, 〈전우여 잘 자라〉, 〈굳세어라 금순아〉, 〈이별의 부산정거장〉, 〈럭키 서울〉 등 수많은 히트곡을 발표했다. 약 3천여 곡의 노래와 악상을 남겼으며, 이런 업적으로 박시춘의 등장 자체가 대중가요의 새 장을 열었으며 "한국 가요의 뿌리이자 기둥"이 되었다는 평가를 받고 있다. 1943년 영화 《조선해협》으로 영화음악감독 데뷔하였다.
한국 전쟁 때 대한민국 해군 정훈국 소속으로 참전했다. "전우의 시체를 넘고넘어 앞으로 앞으로"라는 가사로 시작되는 전중가요 〈전우여 잘 자라〉는 이때 작곡한 곡으로, 치열했던 낙동강 전선의 전투와 국군의 북진 과정을 묘사하고 있다. 한국 전쟁 후에 발표한 〈샌프란시스코〉와 〈아메리카 차이나타운〉은 시대적 분위기를 반영하는 이국 취향의 음악이었다.
1950년대에는 영화 음악 작업을 많이 했고, 영화사를 차려 직접 영화 제작을 하기도 했다. 영화 주제가로는 반야월과 호흡을 맞춘 〈딸 칠형제〉, 〈남성 No.1〉, 〈유정천리〉 등이 히트곡이 되었다. 1956년 영화 《청춘쌍곡선》의 단역으로 영화배우로 데뷔하였고 1958년에 제작된 《삼등호텔》으로 영화감독과 영화제작자로 데뷔했고 영화 음악감독 또한 담당, 같은 해 제작된 《딸 칠형제》는 직접 연출까지 맡았다.
박시춘의 작품은 선율이 감각적이고 세련된 점이 특징이다. 이런 점에서 작사자 조명암과는 잘 어울렸다. 뛰어난 기타 연주자이기도 했던 박시춘은 작곡에 대해 매우 진지하여 전주와 간주 부분까지 세심하게 신경을 썼다.
1961년에 한국연예협회가 조직될 때 초대 이사장을 맡았다. 1982년 대한민국 정부로부터 문화훈장을 서훈받았다.  대중가요 작곡가에게는 이때 문화훈장 보관장이 처음 서훈된 것이었다.
1996년 6월 30일, 향년 84세로 사망했다.

## 친일 행적
태평양 전쟁 시기에 지원병으로 참전하는 것이 소원이라는 내용의 〈혈서지원〉을 비롯하여 〈아들의 혈서〉, 〈결사대의 안해〉, 〈목단강 편지〉 등의 친일 가요를 작곡한 바 있다. 이 가운데 조명암이 작사한 〈혈서지원〉은 손가락을 깨물어 낸 피로 혈서를 쓴다는 가사를 담고 있으며 군국가요 가운데서도 친일성이 짙은 노래이다. 2008년 민족문제연구소가 선정한 친일인명사전 수록예정자 명단 음악 부문에 포함되었고, 박시춘을 기념한 가요제가 친일 논란에 휩싸이기도 했다. 2009년 친일반민족행위진상규명위원회가 발표한 친일반민족행위 705인 명단에도 포함되었다.

## 참고자료
- 강옥희,이영미,이순진,이승희 (2006년 12월 15일). 《식민지시대 대중예술인 사전》. 서울: 소도. 124~126쪽쪽. ISBN 978-89-90626-26-4.
- 박성서 (2005년 3월 1일). “작가 탐구 [01] 작곡가 朴是春 - 우리 가요의 뿌리이자 기둥, 작곡가 박시춘 이야기 ”. 한국가요작가협회보. |제목=에 지움 문자가 있음(위치 1) (도움말)